# Pierre d'Amor
Pierre d’Amor, pseudonyme de Charles Maurice Siville, né le 31 octobre 1863 à Neufchâteau , en Belgique, et mort dans le Paris 17e le 30 juillet 1931, est un poète et parolier, traducteur et adaptateur de textes de chansons ou d'arias français.

## Biographie
Fils d'Henri Léon Siville et de Catherine Joséphine Maria Casaquy, son épouse, Charles Maurice Siville naît à Neufchâteau en 1863.
On lui doit de nombreuses chansons sur des airs de valse, gavotte, tango, marche, sérénade, habanera, menuet ou berceuse, ainsi que des hymnes et chants nationaux,.
Tino Rossi interprète notamment les chansons Petite Maison grise ou Roses de Picardie,, (reprises par Mathé Altéry et Yves Montand).
Charles Maurice Siville meurt en 1931 en son domicile parisien du 11, rue Viète et est incinéré trois jours plus tard au crématorium du Père-Lachaise.

## Source
- Notice nécrologique concernant Charles Maurice Siville, dit Pierre d'Amor, 1863-1931[9].